# Hoceni
Hoceni község és községközpont Romániában, Moldvában, Vaslui megyében. 

## Fekvése
Huszvárostól (Huşi) délnyugatra fekvő település.

## Története
Hoceni község és városközpont a moldvai Vaslui megyében, melyhez 6 falu, Barboși, Deleni, Oțeleni, Rediu, Șișcani és  Tomșa tartozik. A 2002-es népszámláláskor 590 lakosa volt.